# Deportivo Independiente Medellín Femenino
El Deportivo Independiente Medellín Femenino es la sección de fútbol femenino del club Deportivo Independiente Medellín, pertenece a la ciudad de Medellín capital del departamento de Antioquia, fue fundado el 21 de junio del 2019 en una alianza entre el Deportivo Independiente Medellín y el Club Deportivo Formas Íntimas. Actualmente juega en la Liga Profesional Femenina de Colombia la máxima competición de fútbol femenino en Colombia. Su rival de patio es el Atlético Nacional con el cual disputa el denominado Clásico Paisa. Disputa los partidos como local en el Estadio Atanasio Girardot aunque juega algunos de sus partidos de local en el Estadio Polideportivo Sur de Envigado y en el Estadio Metropolitano Ciudad de Itagüí.

## Historia
En junio del 2019, el Deportivo Independiente Medellín de varones y el Club Deportivo Formas Íntimas firmaron una alianza para disputar la tercera edición de la Liga Profesional Femenina de Fútbol de Colombia. Debutaron en la liga 2019 en el grupo A junto a Atlético Nacional, Once Caldas y Deportivo Pereira.
El 14 de julio de 2019 disputaron su primer partido oficial, venciendo 1-4 al Deportivo Pereira en condición de visitante.
Subcampeón en el debut
De la mano de su técnico Carlos Paniagua lograrían hacer una muy buena campaña en su debut, quedando líderes de grupo, ya en la siguiente fase eliminaría a Cortulua y Atlético Huila para posteriormente clasificarse a la primera final en su historia, la cual sería disputada ante América De Cali, la ida jugada en el estadio Pascual Guerrero terminaría por marcador de 2-0 a favor de las "diablas rojas" la vuelta disputada en el Atanasio Girardot quedaría con un marcador de 2-1 a favor del poderoso los goles rojos fueron de Laura Aguirre y Paula Botero, pese a la victoria por el global el campeón fue América De Cali,
Para la temporada siguiente también pasaría a la siguiente fase, y eliminaría en cuartos de final al Real Santander, pero en semifinales caería ante el posterior campeón Independiente Santa Fe En la temporada 2021 Medellín no logra clasificarse a la segunda fase del torneo
La alianza con Formas Íntimas estuvo vigente hasta final de 2022,. ese año Medellín lograría nuevamente clasificarse a la segunda fase pero sería eliminado por Deportivo Pereira en los octavos de final, En 2023 el club llega a un acuerdo con la alcaldía de Itagüí para que todos sus partidos de local sean disputados en el estadio de Ditaires, esta temporada llega a la segunda fase donde es eliminado en cuartos de final por Atlético Nacional .

## Infraestructura

### Estadio Atanasio Girardot

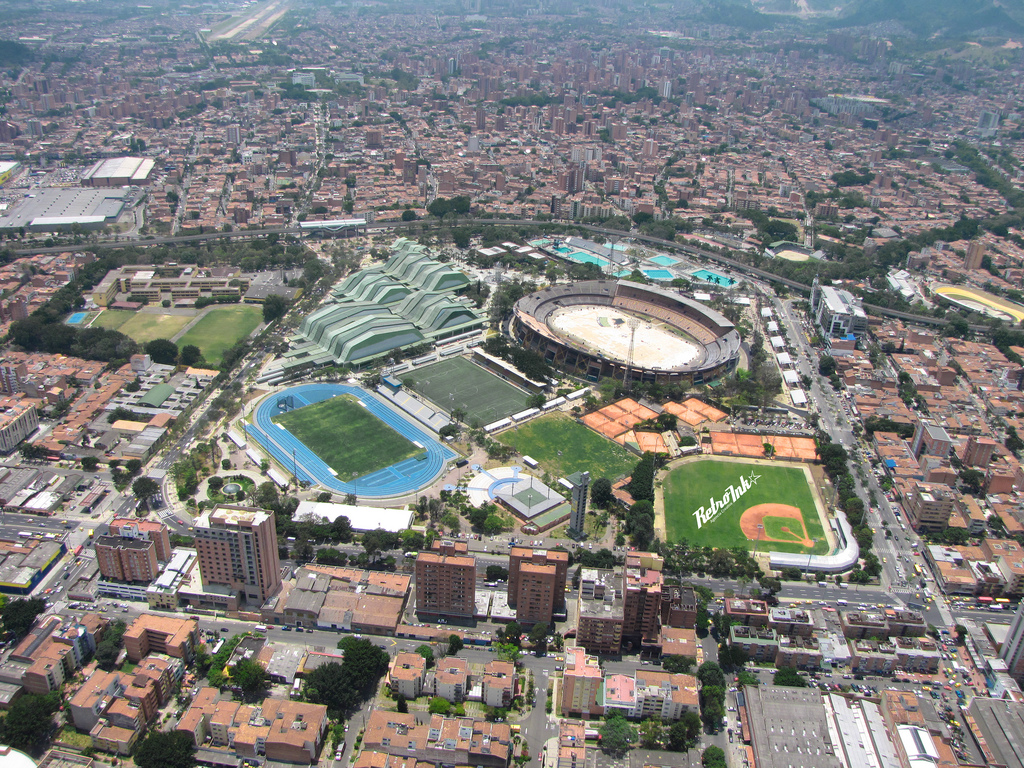
Unidad Deportiva Atanasio Girardot.

En 1953, la ciudad de Medellín por fin tendría un escenario apropiado para el fútbol profesional, con la inauguración del Estadio Atanasio Girardot, contaba en ese momento con una capacidad de 33 mil espectadores, 12 mil de ellos en tribuna cubierta.
Independiente Medellín Femenino juega sus partidos de local en el Estadio Atanasio Girardot de la ciudad de Medellín aunque también disputa sus juegos en el Estadio Polideportivo Sur de Envigado y en el Estadio Ditaires del municipio de itagüí 

### Sede Deportiva
Actualmente el equipo tiene una sede administrativa ubicada en el Hotel Dann Carlton de Medellín donde ejercen todas sus operaciones los propietarios de El Equipo del Pueblo S. A.
.

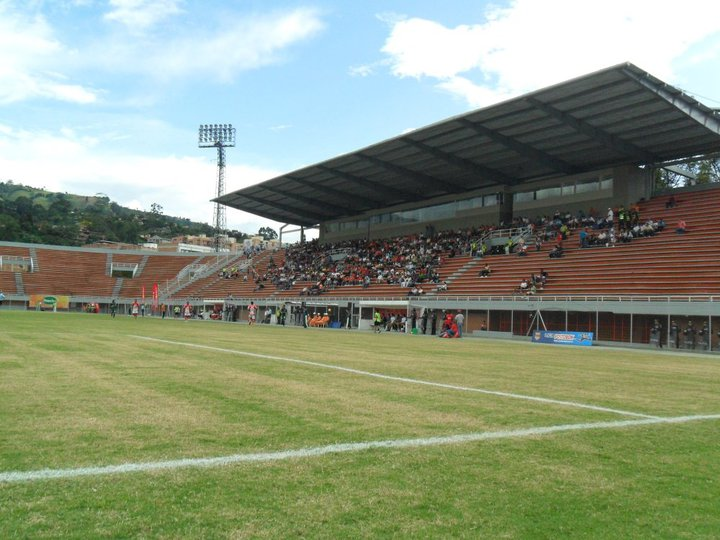
Estadio Polideportivo Sur

| - Estadio Polideportivo Sur de Envigado (Cancha de grama) - Estadio Metropolitano Ciudad de Itagüí (Cancha de grama) |

## Rivalidades

### Clásico conAtlético Nacional
Es el partido que enfrenta a los dos principales equipos del Valle de Aburrá y propiamente los únicos clubes profesionales de la ciudad de Medellín: Atlético Nacional e Independiente Medellín. Es uno de los clásicos regionales más importantes de Colombia y también de los más tradicionales. El primer clásico paisa femenino que se disputó en la historia entre ambos equipos fue el 4 de agosto de 2019 en un partido que terminó 0-0 donde el Atlético Nacional ejercía como local.

## Datos del club
- Puesto histórico :5°
- Temporadas en Liga Femenina: (4) (2019, 2020, 2021, 2022, 2023 Presente)
- Mejor Puesto en Liga Femenina (2° Subcampeón en 2019)
- Peor Puesto en Liga Femenina (4° Grupo B en 2021)

- Mayores goleadas conseguidas:
- En campeonatos nacionales

1 - 4 al Deportivo Pereira el 14 de julio de 2019

0 - 6 al Once Caldas el 20 de julio de 2019

5 - 0 al Atlético Huila el 15 de septiembre de 2019

3 - 0 al Real San Andrés el 17 de octubre de 2020

3 - 0 al Atlético Bucaramanga el 16 de agosto de 2021

- En torneos internacionales

0 - 6 al Municipalidad de Majes el 14 de octubre de 2019 en la Copa Libertadores Femenina 2019
- En clásicos paisas

1 - 3 al Atlético Nacional el 1 de noviembre de 2020
1 - 3 al Atlético Nacional el 9 de mayo de 2022
- Mayores goleadas en contra:
- En campeonatos nacionales

3 - 0 contra el Deportivo Cali el 29 de agosto de 2021
- En torneos internacionales

2 - 1 contra el UAI Urquiza el 17 de octubre de 2019 en la Copa Libertadores Femenina 2019
- En clásicos paisas

3 - 1 contra el Atlético Nacional el 5 de junio de 2023

### Históricos
- Máxima goleadora: Laura Aguirre Montoya y Nerimar Carolay Infante Suárez con 9 goles
- Jugadora más joven en anotar un gol: Yirleidys Quejada Minota (17 años, 11 meses y 20 días), marcó el 11 de noviembre de 2020 en el clásico paisa que finalizaría Medellín FI 3-1 Atlético Nacional.
- Jugadora de mayor edad en anotar un gol: Paula Andrea Botero Callejas (32 años, 10 meses y 5 días), marcó el 30 de septiembre de 2019 en la final que finalizaría Medellín FI 2-1 América de Cali